# Vescomtat de Sisteron
El vescomtat de Sisteron fou una jurisdicció feudal de Provença centrada a la població de Sisteron al departament d'Alps d'Alta Provença (Alps-de-Haute-Provence).
Quan el rei Conrad III de Borgonya va prendre possessió de Provença el 949 hi va nomenar tres comtes als que va associar alguns vescomtes per ajudar-los i limitar el seu poder. Però llavors no apareix cap vescomte a Sisteron. El 987 s'esmenta un "judex" a Avinyó de nom Aldebert o Audebert, la dona del qual, Teucinda, va fundar l'abadia de Montmajor. Va morir vers 1003 o 1004. El seu germà Adalelm és esmentat a la mateixa carta sense cap títol; es va casar amb Belielda i fou pare de Carbonell, Berenguer I i Amic esmentats en donacions el 1031 i 1036. Amic va deixar fills: Pere Amic, Guillem, Aldebert i Amic.
Al mateix temps apareix una altra família noble representada per Miró, mort entre el 15 de setembre del 1003 i l'11 de maig de 1004, esmentat en donacions del 999 a Lurs i el 22 d'agost de 1002 a Niça i en una carta del 15 de setembre de 1003, casat amb Odila vescomtessa de Niça i Vence per donació del seu pare Guillem I l'Alliberador comte de Provença (que després d'enviudar es va casar amb Lauger abans de 1010 i fou vescomte de Vence) de la que va tenir quatre fills: Pons, bisbe de Niça (Pons II) del 1018 al 1027; Bermond, Miró i Gerberga. Miró és el primer vescomte de Sisteron conegut; apareix esmentat en una donació a Sant Victor de Marsella el 23 d'abril de 1037 i en carta del 1044 subscrita pels vescomtes Berenguer, Miró, Raimbald (de Niça) i Rostany (d'Avinyó); estava casat amb Leutgarda.
Gerberga es va casar amb Berenguer I fill del judex Aldebert. Berenguer I apareix com a vescomte d'Avinyó en una donació a Sant Víctor de Marsella en carta datada entre 1018 i 1032, en una datada el 1030, en carta de 1036. L'1 de gener de 1039 va fundar Valence Saint-Rufus. Apareix després en donació a Sant Víctor de Marsella el 25 d'octubre de 1040; una carta del comte Bertran de 1044 està subscrita pels vescomtes Berenguer, Miró, Raimbald (de Niça) i Rostany (d'Avinyó). En carta datada el 14 de febrer de 1063 donava propietats en "territorio Avennicensi" (Avinyó) a Cluny en carta subscrita per Guillem i Leodegari o Leuger vescomtes (el primer d'Avinyó). Va morir vers 1064. Estava casat amb Gerberga filla de Miró i va tenir set fills dels que quatre foren vescomtes de Sisteron i un d'Avinyó.
El fill gran, Berenguer II va succeir al germà de la seva mare, Miró (del qual parla Rostany "...condaminam quam Miro, quondam avunculus meus, dederat…quam iterum iniuste possessam Berengarius frater meus"), com a vescomte de Sisteron (vicecomitis Sigistericensis), segurament per dret de la mare Gerberga que devia ser la seva hereva més propera. Gerard, bisbe de Siseron va fundar llavors l'església de Sant Pere de Fontelane. Berenguer II pareix esmentat a la carta del 1063. Estava casat amb Aiscelina. El germà de Berenguer, Rostany, fou bisbe d'Avinyó entre 1044/1050 i 1080. Vers 1065/1070 va succeir al seu germà com a vescomte de Sisteron; apareix en una donació de terres prop de Forcalquier (castellum Forchalcherium) entre 1065 i 1075; va morir vers 1080. Un altre germà, Ramon àlies "Degà", mort després del 1096, fou el tronc dels senyors de Posquieres; el quart germà Guillem va succeir a Rostany com a vescomte i apareix en una carta datada entre 1075 i 1096 (va tenir dos fills, Rostany que fou canonge a Avinyó, i Ramon). El cinquè germà Lauger o Leodegari fou també vescomte i apareix esmentat en el càrrec en la carta datada entre 1075 i 1096 i en carta de gener del 1096; havia mort a l'inici del 1099. El sisè germà Rostany Berenguer apareix esmentat en donacions des de 1063 i hauria estat vescomte d'Avinyó fins a una data entre el 1101 i el 1105, junt amb altres vescomtes; feia una donació a Avinyó el juny de 1101; estava casat amb Ermedinda i va tenir cinc fills: Jofre que el va succeir com a vescomte a Avinyo; Berenguer, Bertran, Ramon i Pere Berenguer. Finalment el setè fill (el germà petit de Berenguer II, Rostany, etc.) fou Bertran.
Jofre és esmentat en carta datada entre 1123 i 1142 i hauria mort després del 1146; va tenir dos fills, Berenguer, que el va succeir com a vescomte i va morir abans de l'abril de 1195, i Guillem Berenguer. El fill de Berenguer, conegut com a Berenguer del Pont, va confirmar l'homenatge del seu avi i el seu pare al bisbe d'Avinyó (1195) i fou origen de la família del Pont.

## Llista de vescomtes
- Miró vers 1000-1045
- Gerberga 1045-1064
- Berenguer I 1045-1064 (vescomte d'Avinyó, vescomte consort de Sisteró)
- Berenguer II 1064-1070
- Rostany 1070-1080
- Guillem 1080-1090
- Leuger 1090-1098
- Rosatany Berenguer 1098-abans de 1105 (vescomte d'Avinyó)
- Jofre abans de 1105-1146 (vescomte d'Avinyó)
- Berenguer 1146-1195 (vescomte d'Avinyó)
- Berenguer del Pont, tronc de la família del Pont